# Aknīste
Aknīste ( výslovnost) je město a správní centrum stejnojmenného kraje na jihu Lotyšska, poblíž hranice s Litvou. Město leží nedaleko řeky Dienvidsusēja. První písemná zmínka pochází z roku 1298. Město bylo od 17. století součástí Litvy, na začátku 20. století však došlo k jeho výměně za území Palangy.
18. července 1941, během nacistické okupace pobaltských států, došlo ve městě k masovému vyvražďování židovského obyvatelstva.